# Bergön, Tingsryds kommun
Bergön är en ö i Åsnen inom naturreservatet Västra Åsnens övärld och i Tingsryds kommun, belägen i Aspöviken, söder om Julöfjorden och Bjurkärr och cirka 2 kilometer sydost om det lilla samhället Hulevik. Ön ingår numera i Åsnens nationalpark som invigdes den 25 maj 2018 av kronprinsessan Viktoria. Det av de större öarna som ingår i nationalparken, ca 7 hektar. På södra delen är det möjligt att gå iland vid en liten brygga. Där finns en smal stig, 1,6 km lång, som leder ut i en urskogsartad blandskog. Terrängen är kuperad och skogen full av flyttblock och gamla träd med mossor och lavar. Norra delen av ön är utpekad som fågelskyddsområde och har tillträdesförbud 1 april – 31/7. 
På ön finns ett äldre boningshus. Ladugården är riven. Det finns även ett timrat uthus med källare under. På ön har det stått en mindre väderkvarn  men bara kvarnhjulet ligger kvar som trädgårdsbord. Runt husen finns gamla inägomarker som till stor del idag är bevuxen med lövskog. I denna miljö kan man hitta nästan alla vilda svenska träd- och buskarter: ek, bok, avenbok, lind, alm, lönn, rönn, asp, björk, al, en, hagtorn, apel, slån, nypon. Men största andelen har ek. Resten av ön är mest bevuxen med naturskog av tall, gran och björkskog. Terrängen är kuperad och bitvis stenig/blockig och svårtillgänglig. 
Lillesparre af Fylleryd köpte 1665-10-11 av sin svåger Erik Andersson Oxe gården Mjölknabben och Bergön, båda i Urshults socken. Under slutet av 1700-talet skedde bosättning och uppodling genom svedjebruk på ön. Bland ägarna återfinns självägande bönder och en f.d. riksdagsman från Hackekvarn i Urshults socken. En del brukade själva ön medan andra anlitade arrendatorer. Omsättningen var stor bland brukarna.   
Ön förvärvades och totalavverkades under 1890-talet av dåvarande ägaren till Huleviks sågverk, civiling. Albreeht Qvistgaard. Från år 1873 till sin död 1922 innehade han den vackert belägna gården Hulevik i Västra Torsås socken, Kronobergs län. Som enskild företagare uppförde han i år 1880 ett sågverk och erhöll tillstånd att anlägga Huleviks hållplats å Karlshamn-Vislanda järnväg  
I samband med avverkningen flyttade den siste brukaren från Bergön och huset användes därefter för friluftsändamål. Ön uthyrdes även för permanentboende till en fabrikör och hans hustru på 1910-talet och sist en målare och hans syster med oäkta dotter fram till 1930-talet av disponenten G W Roman vid Olofströms Bruk som då blivit ägare. Under 1980-talet köptes ön in av staten.